# (569) Misa
(569) Misa ist ein Asteroid des Hauptgürtels, der am 27. Juli 1905 von Johann Palisa in Wien entdeckt wurde.
Der Asteroid ist nach der griechischen Göttin Misa aus der orphischen Mythologie  benannt.